# Progress MS-23
Progress MS-23 (rosyjski: Прогресс МC-23), zidentyfikowany przez NASA jako Progress 84P, to lot statku kosmicznego Progress wystrzelony przez Roskosmos w celu zaopatrzenia Międzynarodowej Stacji Kosmicznej. Jest to 176. lot statku kosmicznego Progress.

## Misja
Rakieta Sojuz-2.1a wystrzeliła statek Progress MS-23 na Międzynarodową Stację Kosmiczną z kosmodromu Bajkonur z kompleksu startowego 31 24 maja 2023 roku. Tego samego dnia automatycznie zadokował do modułu Poisk, gdzie kontynuował swoją misję wspierając Ekspedycje 69 i Ekspedycje 70 na pokładzie Międzynarodowej Stacji Kosmicznej.

## Ładunek
Ładowność statku Progress MS-23 wynosi 2500 kilogramów i stanowią one:
- Suchy ładunek: 1290 kilogramów
- Paliwo: 499 kilogramów
- Tlen: 40 kilogramów
- Woda: 630 kilogramów